# Fabienne Wernly
Fabienne Wernly (* 23. Mai 1989 in Zürich) ist eine Schweizer Radiomoderatorin und Podcasterin.

## Leben
Wernly wuchs in Ebmatingen bei Maur auf und absolvierte nach abgeschlossener kaufmännischer Lehre mit Berufsmaturität ein Praktikum beim Jugendsender Planet 105. Das Journalismus- und Kommunikationsstudium an der Zürcher Hochschule für Angewandte Wissenschaften (ZHAW) unterbrach sie im 4. Semester, um von 2013 bis Mai 2020 bei Energy Zürich als Morgenshowmoderatorin zu arbeiten. Seit September 2017 moderierte sie an der Seite von Jonathan „Jontsch“ Schächter und Roman Kilchsperger als Comoderatorin. Ausserdem war sie von 2013 bis 2020 auch als Social Media Darstellerin für das Medienhaus aktiv und hat das Format "voll daneben" geprägt. In dieser Rubrik werden ahnungslose Passanten mit Allgemeinwissen konfrontiert und die daraus resultierenden Antworten dienen der Unterhaltung.
Wernly moderierte ausserdem die Fernsehsendungen auf ProSieben zu den Events Energy Star Night, Energy Fashion Night und Energy Air.
Im Mai 2020 wurde bekannt, dass Fabienne Wernly Energy Zürich verlässt. Derzeit ist sie selbständig. Seit 2021 ist Wernly zusammen mit Zibbz Frontsängerin Co Gfeller im Podcast Two Moms zu hören, indem sie über bewegende Themen im Elternleben reden.
Im September 2018 hat sie sich verlobt und im Dezember 2018 geheiratet. Im Februar 2019 ist ihr erstes Kind zur Welt gekommen.